# Association des archivistes suisses
 (février 2024).
Pour les articles homonymes, voir AAS.
L’Association des archivistes suisses (AAS) (allemand : Verein Schweizerischer Archivarinnen und Archivare VSA ; italien : Associazione degli archivisti svizzeri AAS ; romanche : Uniun da las archivarias e dals archivaris svizzers UAS) réunit des archivistes et des services d'archives en Suisse et au Liechtenstein.

## Historique
L'Association des archivistes suisses a été fondée en 1922 lors de l’assemblée générale de la Société générale suisse d'histoire (SGSH), devenue depuis la Société suisse d'histoire (SSH).
Les membres passent de 70 en 1941, à plus de 100 en 1968, puis 231 membres individuels et collectifs en 1985, et 326 en 1995. Au 31 mai 2019, l'AAS compte 959 membres, soit 757 archivistes à titre individuel, soit à titre collectif (202 services d'archives de différents types).
Les rapports de l'AAS sont publiés de 1933 à 1972 dans la Revue suisse d'histoire. Les Nouvelles de l'Association des Archivistes suisses sont publiées de 1947 à 1974, puis le Bulletin de l'Association des archivistes suisses de 1975 à 1985, devenu arbido en 1986.
Le logo de l'AAS a été créé en 1997, à l'occasion de ses 75 ans. Il est l'œuvre du graphiste Niklaus Troxler et se présente sous forme multilingue. Il a été légèrement remanié en 2012.

## Mission
Ses principaux objectifs (selon les statuts de 1997) sont d'une part de favoriser les contacts entre ses membres, développer leur collaboration et de les soutenir dans l'exercice de leur activité professionnelle, et d'autre part de développer dans le public un sentiment de responsabilité à l'égard de la conservation du patrimoine archivistique considéré comme instrument d'administration, comme fondement du droit, comme bien culturel de grande valeur et comme l'une des sources les plus importantes de notre histoire.
Dans le paysage archivistique suisse, fortement marqué par le fédéralisme, elle est une plateforme importante pour la promotion de la profession. En ce sens, l’association soigne particulièrement son caractère multilingue.

## Structure et activités
Les organes de l'association sont l'assemblée générale et le comité.
Les tâches les plus importantes pour l’archivistique suisse sont assurées au travers de ses commissions et groupes de travail :
- Commission de formation
- Groupe de travail Évaluation (anciennement Commission de coordination)
- Groupe de travail Archives d'entreprises privées
- Groupe de travail Archives ecclésiastiques
- Groupe de travail Archives municipales et communales
- Groupe de travail Microformes
- Groupe de travail Normes et standards
- Groupe de travail Records management et archivage électronique (anciennement « Commission eArchives »)
- Groupe de travail Accès et communication (mise à disposition et mise en valeur de documents d'archive)

Un secrétariat professionnel gère la partie administrative.

## Affiliations
Depuis sa fondation en 1922, l’AAS a toujours entretenu des liens avec la Société suisse d'histoire (SSH). Depuis 2015 elle est formellement une section de la SSH.

## Collaborations
Des relations étroites existent avec des structures issues de l'association, mais ayant leur statut propre.
- La Conférence des directeurs des Archives cantonales et des Archives fédérales ainsi que de la Principauté du Liechtenstein, qui regroupe les directeurs de ces différentes institutions.
- Le Centre de coordination pour l'archivage à long terme de documents électroniques (CECO), qui est mandaté par un certain nombre de services d'archives pour affronter le défi de l'archivage électronique à long terme.

L’AAS est représentée dans plusieurs organisations.
- La « Délégation à la formation I+D » est compétente pour la formation professionnelle. C’est une institution coopérative de l’AAS et de Bibliothèque Information Suisse (BIS).
- La Direction des programmes des études postgrades en sciences archivistiques, bibliothéconomie et sciences de l’information des universités de Berne et de Lausanne (CAS/MAS ALIS).
- Le Dictionnaire historique de la Suisse (DHS).
- La Fédération des utilisateurs de droits d’auteurs et voisins (DUN).

## Présidence
| Période     | Nom                                                                          |
| ----------- | ---------------------------------------------------------------------------- |
| 1923-1929   | Robert Durrer (Archives d'État de Nidwald)                                   |
| 1929-1941   | Changement de président, chaque année, selon le lieu de l'assemblée générale |
| 1941-1944   | Paul Roth (Archives d'État du canton de Bâle-Ville)                          |
| 1944-1947   | Rudolf von Fischer (Archives de l'État de Berne)                             |
| 1947-1950   | Gustave Vaucher (Archives d'État de Genève)                                  |
| 1950-1953   | Anton Breitenmoser (Archives du chapitre de Beromünster (de))                |
| 1953-1974   | Bruno Meyer (Archives d'État du canton de Thurgovie)                         |
| 1974-1978   | Laurette Wettstein (Archives cantonales vaudoises)                           |
| 1978-1982   | Walter Lendi (Archives d'État du canton de Saint-Gall)                       |
| 1982-1989   | Anton Gössi (Archives d'État du canton de Lucerne)                           |
| 1989-1997   | Rolf Aebersold (Archives d'État du canton d'Uri)                             |
| 1997-2001   | Gilbert Coutaz (Archives cantonales vaudoises)                               |
| 2001-2007   | Andreas Kellerhals (Archives fédérales suisses)                              |
| 2007-2013   | Anna Pia Maissen (Archives de la Ville de Zurich)                            |
| 2013-2019   | Claudia Engler (Bibliothèque de la Bourgeoisie de Berne)                     |
| Depuis 2019 | Alain Dubois (Archives d'État du Valais)                                     |

## Publications
- Archive in der Schweiz / Les Archives en Suisse I, 1997 .
- Code de déontologie des archivistes / Kodex ethischer Grundsätze für Archivarinnen und Archivare / Codice di deontologia degli archivisti / Code of Ethics for archivists, 1999  (ISBN 3-909199-01-1)

En collaboration avec ses associations sœurs, l'Association des bibliothécaires et bibliothèques de Suisse et l'Association suisse de documentation, fusionnées en 2008 pour donner Bibliothèque Information Suisse (BIS), elle fait paraître le trimestriel arbido, ainsi qu’une newsletter électronique.